# Trận Hàn Lăng
Trận Hàn Lăng (chữ Hán: 韩陵之战, Hàn Lăng chi chiến) là trận đánh diễn ra vào thời Nam Bắc triều trong lịch sử Trung Quốc.
Từ năm 531 đến năm 533, hai thế lực Cao Hoan và họ Nhĩ Chu (chữ Hán: 尔朱氏, Nhĩ Chu thị) tiến hành cuộc chiến tranh nhằm tranh giành quyền khống chế triều đình Bắc Ngụy. Năm 531, đôi bên lấy khu vực núi Hàn Lăng , phụ cận Nghiệp Thành  làm chiến trường. Kết quả Cao Hoan giành được toàn thắng, chủ soái của họ Nhĩ Chu là Nhĩ Chu Triệu chạy về Tấn Dương, không lâu sau phải treo cổ tự sát.

## Bối cảnh
Cuối thời Bắc Ngụy, các tập đoàn thống trị tranh đấu kịch liệt. Năm 530, Bắc Ngụy Hiếu Trang Đế không chấp nhận sự khống chế của Nhĩ Chu Vinh, dẫn dụ Nhĩ Chu Vinh vào cung rồi sát hại.
Tháng 10, cháu của Nhĩ Chu Vinh là Nhĩ Chu Triệu, đang làm thứ sử Phần Châu, lập thái thú Thái Nguyên, Trường Quảng Vương Nguyên Diệp làm vua, tự phong mình làm Đại tướng quân. Tháng 12, Nhĩ Chu Triệu hưng binh đánh vào Lạc Dương, thắt cổ Bắc Ngụy Hiếu Trang Đế. Họ Nhĩ Chu lại một lần nữa thao túng triều chính.
Tấn Châu thứ sử Cao Hoan phụng mệnh mang theo hơn 10 vạn lưu dân từ 6 trấn đã khởi nghĩa thất bại bị xua đến 2 châu Tịnh, Tứ, đi qua khu vực Thái Hành, phía đông Thường Sơn tìm lương thực, thừa cơ thoát khỏi họ Nhĩ Chu, rồi liên hợp các đại tộc ở Hà Bắc, gấp rút chuẩn bị tiến hành thảo phạt họ Nhĩ Chu.
Tháng 2 năm 531, họ Nhĩ Chu đổi lập Nguyên Cung làm vua, đổi niên hiệu là Phổ Thái năm đầu. Tháng 6, Cao Hoan đến Tín Đô khởi binh, công khai phản đối họ Nhĩ Chu. Tháng 10, Cao Hoan ủng hộ Bột Hải thái thú Nguyên Lãng làm vua. Nguyên Lãng phong Cao Hoan làm thị trung, thừa tướng, đô đốc trung ngoại chư quân sự, đại hành đài.
Các tướng thuộc phe cánh họ Nhĩ Chu chia đường đánh Cao Hoan. Nhĩ Chu Trọng Viễn, Nhĩ Chu Độ Luật cùng Phiếu kị đại tướng quân Hộc Tư Xuân, xa kị đại tướng quân Hạ Bạt Thắng, Giả Hiển Trí đóng quân ở Dương Bình. Nhĩ Chu Triệu lĩnh binh ra khỏi Tỉnh Hình quan đến Quảng A, hô hào rằng có 10 vạn quân.
Cao Hoan thấy đại quân họ Nhĩ Chu áp cảnh, liền bày ra kế phản gián, tung tin khắp nơi, khiến cho các tướng thuộc phe cánh họ Nhĩ Chu nghi ngờ lẫn nhau, quanh co không tiến. Từ Châu thứ sử Nhĩ Chu Trọng Viễn và Nhĩ Chu Độ Luật dẫn binh chạy về phía nam. Cao Hoan thừa cơ tấn công Quảng A, đánh bại quân của Nhĩ Chu Triệu, bắt sống hơn 5000 người; tháng 11, thừa thắng đánh Nghiệp. Tương Châu thứ sử Lưu Đản đóng cửa thành cố thủ.

## Diễn biến
Tháng 2 năm 532, quân của Cao Hoan đào địa đạo, dựng cột chống giữ, đào đến dưới Nghiệp Thành, đốt cột để phá thành, đánh được Nghiệp, bắt Lưu Đản. Tháng 3, Nguyên Lãng đưa bách quan vào Nghiệp Thành.
Trong tháng ấy, các tướng thuộc phe cánh họ Nhĩ Chu đáp ứng lời kêu gọi của Nhĩ Chu Thế Long, tạm thời quay lại hòa hảo với nhau, hợp sức đối phó Cao Hoan. Tháng 3 nhuận, các cánh quân của Nhĩ Chu Thiên Quang từ Trường An, Nhĩ Chu Triệu từ Tấn Dương, Nhĩ Chu Độ Luật từ Lạc Dương, Nhĩ Chu Trọng Viễn từ Đông Quận xuất phát, hội sư ở phía nam Nghiệp Thành, hô hào rằng có 20 vạn quân, bày trận ở 2 bên bờ Hoàn Thủy.
Cao Hoan phái Phong Long Chi giữ Nghiệp Thành, tự mình lĩnh binh đóng ở đường lớn ở tây bắc Nghiệp Thành; đại đô đốc Cao Ngao Tào đưa bộ khúc 3000 người, đều là đồng hương, đi theo.
Ngày 26, Nhĩ Chu Triệu đưa 3000 khinh kị nhân đêm tối đánh cửa tây Nghiệp Thành, không thắng phải lui về. Khi ấy Cao Hoan kị binh chưa đến 2000, bộ binh không đầy 3 vạn, tự biết ta ít địch nhiều, nên vào ngày 28 cho bày viên trận tại núi Hàn Lăng, rồi buộc bò, lừa lại với nhau, ngăn trở đường về, khiến cho bộ hạ của mình quyết tâm tử chiến.
Cao Hoan tự lĩnh trung quân, em họ là Cao Nhạc lĩnh hữu quân, Cao Ngao Tào lĩnh tả quân, đón đánh quân của họ Nhĩ Chu. Ban đầu, trung quân của Cao Hoan gặp bất lợi, Nhĩ Chu Triệu thừa cơ đánh mạnh. Trong lúc nguy cấp, Cao Nhạc lập tức lĩnh 500 kị binh xung phong đón đánh bên phải; Cao Ngao Tào đưa khoảng ngàn người đón đánh bên trái; bộ tướng của Cao Hoan là Hộc Luật Kim đưa quân quấy rối phía sau. Quân của Cao Hoan liên kết vây đánh, khiến cho quân của Nhĩ Chu Triệu đại bại.
Hạ Bạt Thắng và Từ Châu thứ sử Đỗ Đức ở trong trận đầu hàng. Nhĩ Chu Triệu đưa tàn binh trốn về Tấn Dương, Nhĩ Chu Trọng Viễn trốn về Đông Quận, về sau đầu hàng Nam triều Lương.

## Hậu quả
Cao Hoan thừa thế tiến vào Lạc Dương, phế truất Bắc Ngụy Tiết Mẫn Đế, lập một người chắt khác của Bắc Ngụy Hiếu Văn Đế là Nguyên Tu làm Bắc Ngụy Hiếu Vũ Đế. Bắc Ngụy Hiếu Vũ Đế sau khi lên ngôi, lập tức phong Cao Hoan làm Đại thừa tướng, Thiên Trụ đại tướng quân, Thái sư, được thế tập chức Định Châu thứ sử. Đại quyền quân sự - chính trị của vương triều Bắc Ngụy thực chất đã rơi vào tay Cao Hoan.
Tháng 4, sau khi Hộc Tư Xuân thua chạy về Lạc Dương, soái quân bản bộ làm phản họ Nhĩ Chu, giết Nhĩ Chu Thế Long và Nhĩ Chu Ngạn Bá cùng đồng đảng của họ, bắt Nhĩ Chu Thiên Quang, Nhĩ Chu Độ Luật dâng cho Cao Hoan.
Tháng 7, Cao Hoan đích thân chỉ huy 10 vạn đại quân, chia làm 3 đường tiến đánh Tấn Dương. Nhĩ Chu Triệu sợ hãi chạy đến khu vực Bắc Tú Dung Xuyên, phái Nhĩ Chu Hiển Thọ trấn thủ Trường An. Vũ Văn Thái dùng mưu phá được Trường An, bắt được Nhĩ Chu Hiển Thọ ở Hoa Âm, đem giết đi. Nhĩ Chu Triệu lại chạy về Tú Dung quận.
Cao Hoan đến Tịnh Châu, xây dựng Đại Thừa tướng phủ, biến Tịnh Châu trở thành vùng đất căn bản cho bá nghiệp của mình. Tiếp theo, ông lựa chọn chiến thuật làm địch mỏi mệt, nhiều lần bắn tin muốn tiến đánh khu vực Tú Dung, nhưng đều án binh bất động, khiến cho Nhĩ Chu Triệu ở Tú Dung ứng phó khổ sở, binh sĩ mệt mỏi không chịu nổi mà buông lỏng đề phòng.
Tháng 1 năm 533, vào lúc Nhĩ Chu Triệu đang ở trong tiệc, Cao Hoan phái Đậu Thái lĩnh tinh binh đi trước, hành quân với tốc độ 1 ngày 1 đêm đi được 150 dặm, tập kích Tú Dung; còn Cao Hoan đưa đại quân theo sau. Nhĩ Chu Triệu không kịp trở tay, đại bại ở Tú Vinh thành. Nhĩ Chu Triệu chỉ kịp đưa vài kị binh chạy đến Xích Hồng lĩnh, giết chết con ngựa trắng của mình, rồi treo cổ tự sát. Đến đây thì thế lực của họ Nhĩ Chu hoàn toàn bị tiêu diệt.